# Setrak Sarkissian
Setrak Sarkissian é um tocador de tabla libanês. Ele já ganhou inúmeros prêmios no Oriente Médio e na Europa por suas contribuições para a música tradicional e moderna árabe. Suas composições e arranjos têm sido destaque em mais de 30 gravações e trilhas sonoras de filmes, incluindo cinco com Farid al-Atrash.
Sarkissian nasceu em Beirute, Líbano. Sua paixão pela música começou cedo, inspirado pela tabla que seu irmão tocava em casa e em festas de família e até aos 18 anos estava aprendendo a tocar sozinho. Sua família nem sempre deu apoio, já que naquele tempo a música como uma profissão não tinha um estatuto social elevado' eles ainda quebraram seu tambor. Não foi dissuadido, ele continuou a tocar e se matriculou no conservatório de formação complementar. Sua habilidade foi imediatamente reconhecido, e Sarkissian destacou rapidamente.
Sarkissian começou a excursionar com a dançarina Nadia Gamal em 1958, realizando com ela até 1962, quando ele começou a tocar com Samira Toufik. Sarkissian já tocou com muitos cantores Oriente Médio, incluindo Samira Toufik, Fairuz, Mohammad Abdel Wahab, Farid al-Atrash, Sabah Fakhri, Abdel Halim Hafez, Fayza Ahmed, Warda Al-Jazairia, Sabah, e Majida El Roumi. Ele já tocou com bailarinas como Nadia Gamal, Tahiya Carioka, Samia Gamal, Fifi Abdou, Nagwa Fouad, Souher Zaki, Samara, Amani, Ranine, Noura, e Shahraman. Ele continua a executar, registrar e ensinar. Ele mora no bairro tradicionalmente armênio de Bourj Hammoud e ensina oficinas ao redor do mundo, junto com performances internacionais.